# Słownik niemiecko-polski Ernestiego
Słownik niemiecko-polski Ernestiego – słownik dwujęzyczny z niemieckimi hasłami i polskimi ekwiwalentami autorstwa Jana Ernestiego wydany w 1689 roku w Drukarni Christiana Olsena w Świdnicy. Jeden z pierwszych słowników traktujących kolokacje jako istotny element słownika.